# Boons Camp
Boons Camp es un área no incorporada ubicada en el condado de Johnson en el estado estadounidense de Kentucky.

## Toponimia
La comunidad lleva el nombre de un campamento utilizado por Daniel Boone durante la década de 1790 mientras se encontraba cazando con los colonos del pueblo cercano de Blockhouse Bottom. La oficina original de correos de la comunidad se abrió el 16 de mayo de 1876 con James Mollett como su administrador.

## Geografía
Boons Camp se encuentra ubicada en las coordenadas 37°49′57″N 82°42′04″O / 37.83250, -82.70111.